# 新界百年史
《新界百年史》（英語：The Great Difference: Hong Kong’s New Territories and Its People 1898–2004）是歷史學家許舒撰寫的歷史著作，於2006年10月經香港大學出版社出版。平裝本在2012年7月經同一出版社出版。中譯本於2016年6月經中華書局出版，由林立偉翻譯。

## 背景
許舒是英屬香港的政府官員，曾任新界政務署長，因此閱覽過不少政府資料。他在撰寫《新界百年史》之前，曾寫過多部有關香港歷史的著作。許舒表示，《新界百年史》之前有關新界歷史的著作多探討一些較狹窄的主題，於是他便想寫一本主題較廣的書籍，進而開始撰寫《新界百年史》:xxiii。
他認為自己在撰寫該著作時，能同時套用公務員和歷史學家的角度去撰寫，並參考了夏思義、科大衛、蕭國健等人的研究。他原本想把原版的註釋列於內文中，但由於篇幅問題而列於書籍最後:xxiii-xxvii。2012年《新界百年史》推出平裝本。當中除有數處修訂及一篇為其而設的新序外，其餘內容不變:vii。中譯本於2016年6月經中華書局出版，由林立偉翻譯。當中新增了一些註釋、兩篇附錄、多張照片:iii-iv。註釋亦從列於書籍最後改成列於內文:xxvii。

## 內容
《新界百年史》分為12章節，按時序刻畫新界的演變，涵蓋其在《展拓香港界址專條》有效期間的變遷。許舒先介紹簽訂專條前的新界，之後描寫剛簽訂時的新界狀況及其在各時期的演變，例如官員丈量土地時的情況、香港日佔時期的新界、郊野公園的成立、政府的水塘及新市鎮計劃怎樣改變新界的生活方式和景色。他寫道，新界在一開始為英國人接管時與香港其他地區擁有「巨大差異」。而到了1980年代，新界已大致無異於香港其他地方，但許舒仍能於終章比較兩者的一些差異。
他在著作中提及新界的一些變化，例如客家話在新界居民日常溝通的地位讓位給粵語和英語、新界居民往香港海外移民對新界本身的影響、原居民在區議會改成直選後權力不再。他還寫道，郊野公園建立後雖受市民歡迎，但一些新界居民的傳統風俗因此而受限。

## 評價
香港大學的高馬可和香港通識教育會的李偉雄分別在《中国研究》和《大公報》上撰文認為，許舒在著作中詳細講述了新界的歷史。《香港商報》的林濤亦有類似的評價。李偉雄表示，該著作「能滿足」其「好奇心」。高馬可更讚揚即使許舒喜歡新界，但仍能保持客觀態度。
裴達禮在《皇家亞洲學會香港分會會刊》上寫道，這書雖運用到了許舒的公職人員經驗去說明一些議題，但考慮到了其作為歷史學家的經驗和沒有自我表揚，故認為這只會增加內容可信度。不過，他認為作者沒有完整總結事件之間的關係，只是記述事件本身。因此他雖寫道其註腳對後世歷史學家有一定參考價值，但仍希望之後有更好的著作出現。林濤認為它「為新界歷史的研究奠下基礎」。